# Chinweoke Chikwelu
Chinweoke Chikwelu (* 28. August 1970) ist eine nigerianische Speerwerferin und Siebenkämpferin. Sie wurde Afrikameisterin in der Disziplin Speerwurf.

## Leben
Chikwelu nahm bei den Leichtathletik-Afrikameisterschaften 1989 in Lagos teil, in der Disziplin Speerwurf warf sie eine Weite von 52,18 m und gewann damit die Goldmedaille. Auch in der Disziplin Siebenkampf trat sie bei diesen Afrikameisterschaften an, sie erkämpfte sich 4501 Punkte und erhielt damit die Bronzemedaille. Bei dem Leichtathletik-Weltcup 1989 in Barcelona hatte sie im Speerwurf eine Weite von 49,08 m erreicht, was sie auf den 8. Platz brachte.